# Umm Arkila
Umm Arkila (arab. أم أركيلة) – wieś w Syrii, w muhafazie Aleppo. W 2004 roku liczyła 1195 mieszkańców.